# Constitución Política de Costa Rica de 1871
La Constitución Política de Costa Rica de 1871 ha sido la Carta Magna de más extensa duración en la historia del país de Costa Rica, pues salvo por breves lapsos, estuvo vigente entre 1871 y 1949. 
En 1870 el presidente costarricense provisional Bruno Carranza Ramírez convocó a una Asamblea Constituyente poco antes de renunciar a su cargo, que fue asumido por el general Tomás Guardia. Dicha Asamblea mantuvo vigente temporalmente la Constitución de 1859, sin embargo, Guardia disolvió esa Asamblea el 10 de octubre de 1870. El 12 de agosto de 1871 se convocó a elecciones para elegir a los diputados a la nueva Constituyente, que se instauró el 5 de octubre de ese año y hasta el 7 de diciembre de 1871 en que emanó la nueva Constitución.
Influida por los liberales, la Constitución de 1871 era bastante pionera para la época y, entre otras cosas, abolió la pena de muerte, decretó la libertad de culto, fortaleció la educación y separó los tres poderes de la República.